# Castillejos (barri de Madrid)
Castillejos és un barri del districte de Tetuán, a Madrid. Limita al nord amb els barris d'Almenara i Valdeacederas, a l'oest amb Nueva España i Hispanoamérica (Chamartín), a l'est amb Berruguete i al sud amb Cuatro Caminos. El barri té una forma quasi triangular format pel carrer del General Yagüe (al sud), el passeig de la Castellana (oest) i el carrer Bravo Murillo (est). En el seu territori hi ha la seu de l'Institut Nacional d'Estadística (INE).